# Водяное (Магдалиновский район)
Водяное (укр. Водяне) — село,
Новопетровский сельский совет,
Магдалиновский район,
Днепропетровская область,
Украина.
Код КОАТУУ — 1222385003. Население по переписи 2001 года составляло 361 человек.

## Географическое положение
Село Водяное находится на правом берегу реки Чаплинка,
выше по течению на расстоянии в 1 км расположено село Шевское,
ниже по течению на расстоянии в 3,5 км расположен пгт Магдалиновка.
Река в этом месте пересыхает, на ней сделано несколько запруд.
Рядом проходит автомобильная дорога Т-0410.